# Самайкино
Самайкино — село в Новоспасском районе Ульяновской области в составе Фабричновыселковского сельского поселения.

## География
Находится на реке Томышевка и ручья Самачки, на расстоянии примерно 13 километров по прямой на северо-восток от районного центра поселка Новоспасское.

## История
Основано в 1698 году. 
Село Самайкино было родовым именем Воейковых. Первым владельцем стал
Федор Матвеевич Воейков, был в числе дворян, посланных Петром I для обучения за границу. Вернувшись в Россию, он поступил на военную службу. Был награждён Петром I 15 тыс. десятин земли за службу отечеству. Существует предание, что в село приехала очень красивая женщина (барыня), умно и складно говорила. "Умыслила" поражённых ее красотой и умом Самачей, и они согласились быть под её властью, а была это жена Фёдора Матвеевича. При них была построена деревянная церковь, маленькая школа, небольшой кирпичный завод.
В начале XIX века работала суконная фабрика Воейкова.
В 1913 в селе было 394 двора, 2200 жителей, церковь, земская школа, волостное правление, фельдшерский пункт. 
В 1990-е годы работало Кооперативное хозяйство «Самайкинский».

## Население
Население составляло 414 человек (русские 87%) в 2002 году, 342 по переписи 2010 года.

## Известные уроженцы
- Село Самайкино — родина известного кинодраматурга М. Н. Смирновой, к числу наиболее значительных работ которой относятся сценарии фильмов «Сельская учительница» (Сталинская премия первой степени; 1948), «Бабы», «Повесть о настоящем человеке» и другие.
- Воейков Александр Иванович — русский метеоролог, климатолог и географ, создатель сельскохозяйственной метеорологии, активный пропагандист вегетарианства. В родовом имении с. Самайкино прошли детские годы учёного[5].

## Инфраструктура
Школа, медпункт, дом культуры, отделение связи.